# 戈申鎮區 (堪薩斯州克萊縣)
戈申鎮區（英語：Goshen Township）為美國堪薩斯州克萊縣的鎮區。2010年美国人口普查中該鎮區人口有60人。

## 地理
戈申鎮區涵蓋面積91.1平方（35.2平方英里），境內無城市設立。

### 墓園
根據美國地質調查局的資料，此鎮區擁有2座墓園：
- 阿普爾頓墓園（Appleton Cemetery）
- 森特勒爾墓園（Central Cemetery）

### 溪流
通過此鎮區的溪流有：
- 卡特溪（Carter Creek）
- 戴德曼溪（Deadman Creek）

## 人口統計
根據2010年美國人口普查，戈申鎮區人口有60人，人口密度為0.66人/每平方公里。此鎮區居民之種族有96.67%為白人；0%為非裔美洲人；0%為美洲原住民；1%為亞洲人；0%為太平洋島民；0%為其他種族；另外有1.67%為混血種族。而西班牙裔或拉丁裔美洲人佔此鎮區人口的0%。

## 外部連結
- US-Counties.com
- City-Data.com[永久]